# Diestrammena hoffmani
Diestrammena hoffmani är en insektsart som först beskrevs av Heinrich Hugo Karny 1934.  Diestrammena hoffmani ingår i släktet Diestrammena och familjen grottvårtbitare. Inga underarter finns listade i Catalogue of Life.